# Зінс
Зінс (нім. Sins) — громада  в Швейцарії в кантоні Ааргау, округ Мурі.

## Географія
Громада розташована на відстані близько 80 км на схід від Берна, 35 км на південний схід від Аарау.
Зінс має площу 20,3 км², з яких на 9,6% дозволяється будівництво (житлове та будівництво доріг), 72,4% використовуються в сільськогосподарських цілях, 17,5% зайнято лісами, 0,5% не є продуктивними (річки, льодовики або гори).

## Демографія
2019 року в громаді мешкало 4278 осіб (+5% порівняно з 2010 роком), іноземців було 19,2%. Густота населення становила 211 осіб/км².
За віковим діапазоном населення розподілялося таким чином: 23,4% — особи молодші 20 років, 61,8% — особи у віці 20—64 років, 14,9% — особи у віці 65 років та старші. Було 1693 помешкань (у середньому 2,5 особи в помешканні).
Із загальної кількості 2482 працюючих 282 було зайнятих в первинному секторі, 1060 — в обробній промисловості, 1140 — в галузі послуг.